# NK Ivančna Gorica
Nogometni Klub Ivančna Gorica (NK Ivančna Gorica) – słoweński klub piłkarski grający w trzeciej lidze słoweńskiej w sezonie 2014/2015, mający siedzibę w mieście Ivančna Gorica, leżącym w regionie Dolna Kraina. Założony w 1973 roku pod nazwą Gwiazda Črnelo.

## Sukcesy
- II liga:

mistrzostwo (1): 2006-07
- III liga:

mistrzostwo (1): 1998-99